# Johann Heinrich von Günther

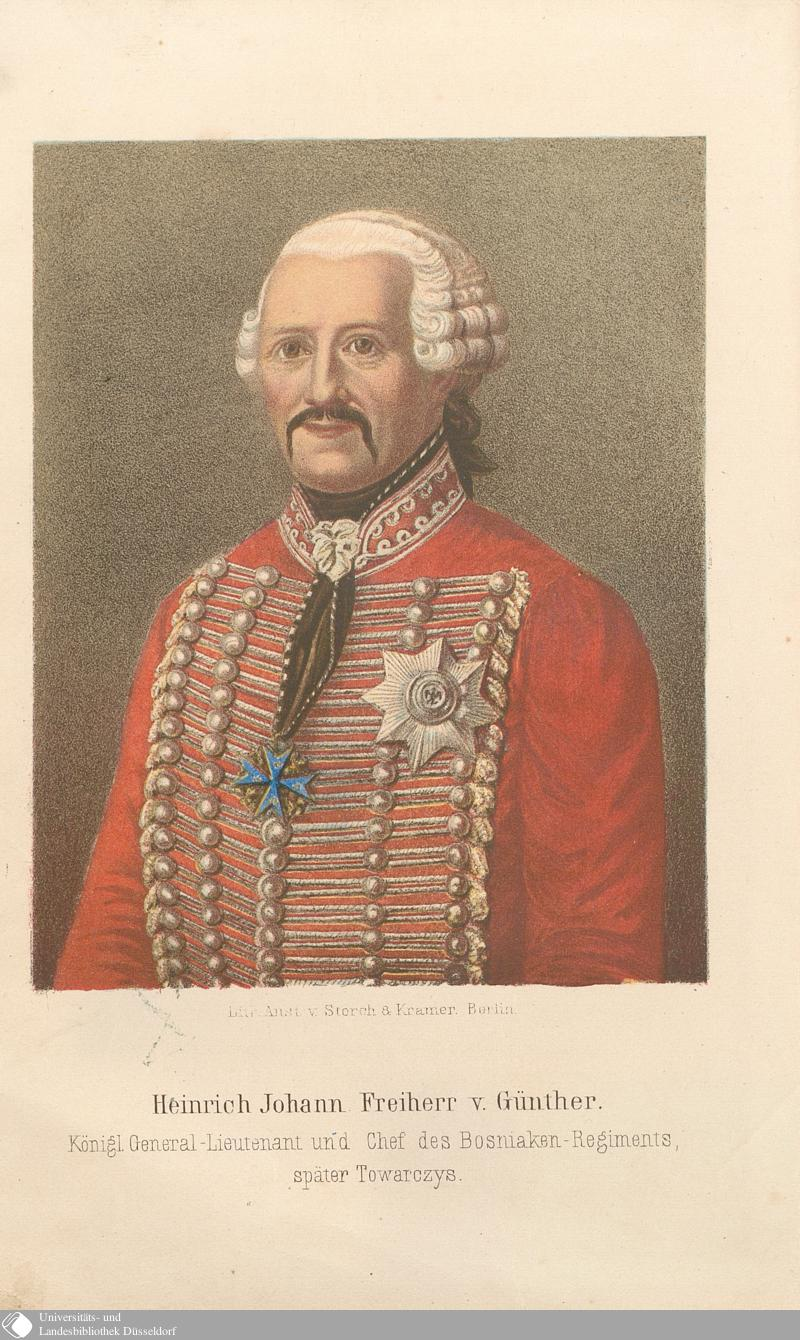
Johann Heinrich von Günther (1736–1803)

Johann Heinrich Günther, seit 1798 Freiherr von Günther (* 8. Dezember 1736 in Neu-Ruppin; † 22. April 1803 in Tykoczyn) war ein preußischer Generalleutnant und galt als Meister des Kleinen Krieges.

## Leben

### Herkunft
Johann Heinrich Günther war der Sohn des Feldprediger im Infanterieregiment „Kronprinz“ David Heinrich Günther († 1742) und dessen Ehefrau Sophie Dorothea, geborene Thile (1718–1781).

### Militärkarriere
Nach dem frühen Tod des Vaters wuchs Johann Heinrich bei seiner verwitweten Mutter in beengten Verhältnissen auf. Er besuchte von 1752 bis 1755 das Joachimsthalsche Gymnasium und immatrikulierte sich anschließend an der Universität Frankfurt (Oder). Zunächst studierte er Jura und ab 1757 Evangelische Theologie an der Universität Halle. Mit den befreundeten Kommilitonen Anton Wilhelm von L’Estocq, Johann Georg Scheffner und David von Neumann trat er aber bald in die Preußische Armee, um am Siebenjährigen Krieg teilnehmen zu können. Zunächst beim Commissariat, kämpfte er im Freibataillon Angelelli, im Trümbachschen Freikorps und im Regiment des Generals Friedrich Wilhelm Bauer, dessen Adjutant er wurde. Ausgezeichnet und verwundet, wurde er 1763 im Kürassierregiment „Vasold“ zum Stabsrittmeister befördert.
Als Major wurde Günther am 9. Juni 1773 in den erblichen preußischen Adelsstand erhoben. Er nahm 1778/1779 am Bayerischen Erbfolgekrieg teil, wurde Ende Mai 1783 Oberstleutnant und am 15. Oktober 1783 zum Kommandeur des Husarenregiments „von Hohenstock“ ernannt. Seit 1785 Oberst, wurde Günther Mitte Januar 1788 durch König Friedrich Wilhelm II. zum Chef des Bosniakenregiments ernannt und Mitte Mai 1789 zum Generalmajor befördert. Anlässlich der Revue bei Heiligenbeil erhielt er am 2. Juni 1789 den Orden Pour le Mérite.

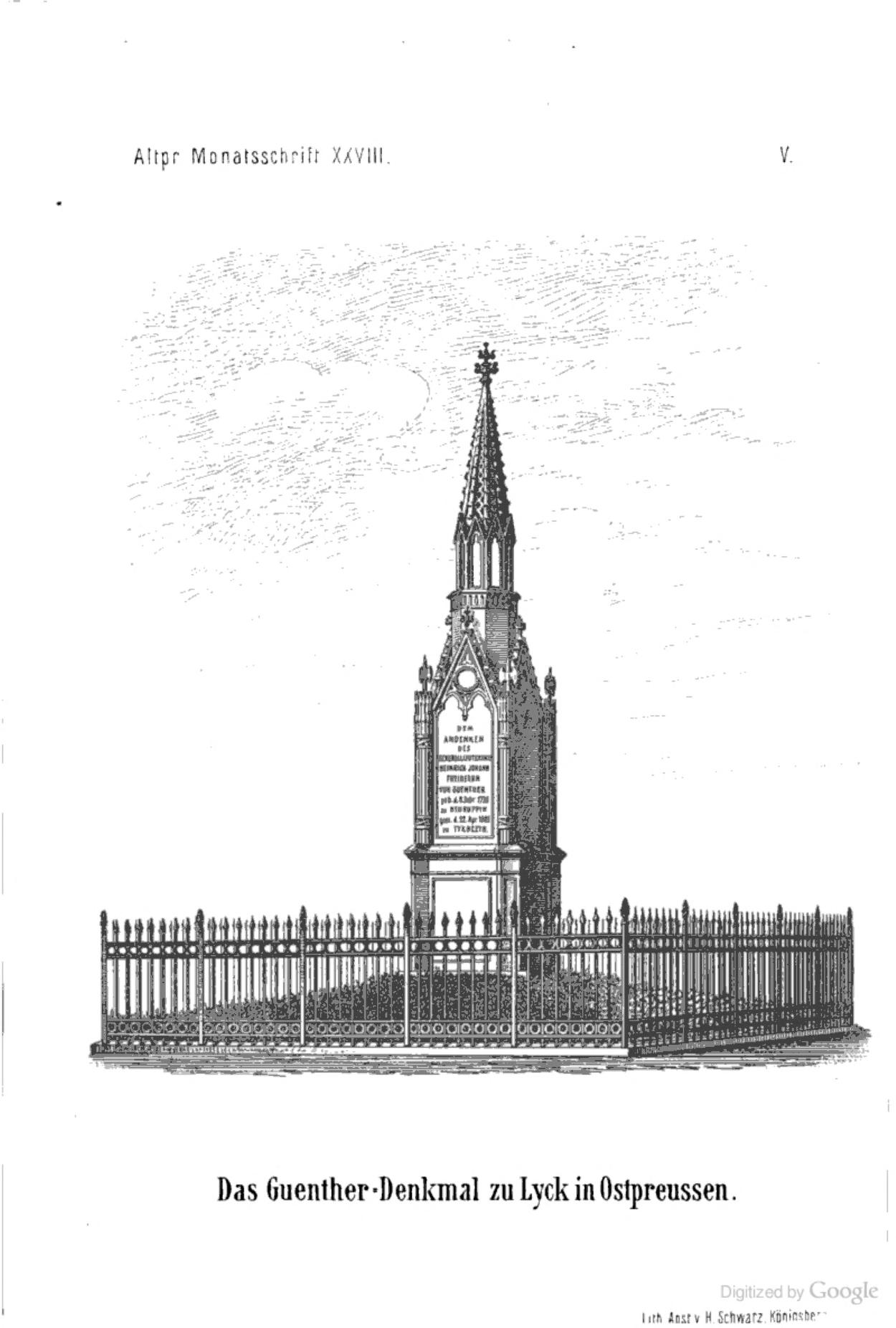
Das 1840/41 errichtete Denkmal für Generalleutnant von Günther

Nach 25 Friedensjahren glänzte Günther 1794 im Preußisch-Polnischen Krieg als „rascher und kühner Reitergeneral“ vom Schlage Zietens. Die Angriffe von Antoni Madaliński auf Südpreußen wurden abgewehrt, die Aufständischen unter General Tadeusz Kościuszko vernichtend geschlagen. Der Niederlage folgte 1795 die Dritte Teilung Polens. Obwohl der organisatorisch begabte Günther erst der drittälteste General des Korps war, ernannte Friedrich Wilhelm ihn zum Befehlshaber aller auf dem linken Weichselufer stehenden Truppen. Mit dem russischen General Alexander Wassiljewitsch Suworow sollte er Warschau besetzen und als Herd des Aufstands ausschalten. Als Praga sich ohne sein Zutun Suworow ergeben hatte, kehrte er mit seinen Bosniaken in die Garnisonen zurück.
Als er von 1794 bis 1796 Militärgouverneur von Neuostpreußen war, wurde Günther Mitte Juli 1794 mit dem Großen Roten Adlerorden ausgezeichnet und im Jahr darauf zum 1795 Generalleutnant befördert. Zudem war er seit dem 17. Juli 1795 Drost von Friedeburg in Ostfriesland. Friedrich Wilhelm III. erhob ihn gleich nach seiner Thronbesteigung im November 1797 in den Freiherrnstand. 1799 entspann sich ein Briefwechsel zwischen Günther und dem späteren Bischof Ludwig Ernst von Borowski. Einige Briefe wurden 1836 in den Preußischen Provinzial-Blättern (Königsberg 1836) veröffentlicht. Unter Verleihung des Schwarzen Adlerordens wurde er am 3. Mai 1800 Generalinspekteur des Regiments und Bataillons „Towarczys“.
Von seinem Gehalt nahm er für seine Person nur 300 Taler; das Übrige verwendete er zu Gunsten des Offizierkorps und der Armee. In seinen Wanderungen durch die Mark Brandenburg widmet Theodor Fontane Günther ein ganzes Kapitel.
Johann Heinrich Günther starb unverheiratet in Ausübung seines Dienstes am 22. April 1803. Seinem letzten Willen gemäß wurde er am 26. April 1803 auf dem deutschen Friedhof in Tycoczyn beigesetzt. 1840 wurden seine sterblichen Überreste nach Lyck überführt, wo ihm über dem Grab ein großes Denkmal gesetzt wurde.
Hermann von Boyen, Günthers Adjutant und Biograf, schrieb:

„Günther zog sich früh aus dem Treiben der Welt und der Gesellschaft zurück. Was ihn zu dieser Zurückgezogenheit bestimmte, ob es schmerzlich zerrissene Lebensverbindungen waren (also unglückliche Liebe, aber nichts von einem Keuschheitsgelübde) mag dahingestellt bleiben.“